# Bulilima
Der Bulilima (Rural) Distrikt ist einer von 10 Distrikten in der Provinz Matabeleland South in Simbabwe. Er hat 85.600 Einwohner (2022). Der Distrikt wurde 2003 gegründet, als sich der frühere Distrikt Bulilimamangwe in die Teile Bulilima, Mangwe Rural und den Urbanen Distrikt Plumtree (Mangwe Urban) aufspaltete. Sitz der Verwaltung ist weiterhin in Plumtree, wo er sich mit dem Sitz von Mangwe ein Verwaltungsgebäude teilt (2023).

## Geografie
Der Distrikt hat eine Fläche von 6439 km². Er erhebt sich im Süden bis auf knapp 1400 m und fällt nach Nord auf bis zu 1000 m ab. Im Südosten grenzt er an die Distrikte Mangwe und Matobo, und im Norden und Osten an die Distrikte Tsholotsho und Umguza in der Provinz Matabeleland North. Im Westen und Südwesten grenzt er an den Central District und den North East District in Botswana. Dabei bildet der Fluss Nata einen großen Teil der Nordgrenze und die Ovambo-Kalahari-Simbabwe-Verwerfung die Südgrenze.
Bulilima ist in 22 Wards aufgeteilt.
- Tjankwa
- Gwambe
- Natane Bezu
- Nyele
- Matjinge
- Gala
- Masendu
- Huwana
- Makhulela
- Bambadzi
- Madlambuzi
- Hingwe
- Ndolwane
- Malanswazi
- Vulindlela
- Dombolefu
- Norwood
- Somnene
- Figtree
- Dombodema
- Ndiweni
- Khame

## Wirtschaft
Der Distrikt ist semiarides Gebiet mit seltenen Niederschlägen. Die Region ist anfällig für Dürren. Im Vergleich mit anderen Provinzen ist diese Gegend dünn besiedelt. Der Distrikt gehört zu den ärmeren des Landes.